# Chionaema bella
Chionaema bella là một loài bướm đêm thuộc phân họ Arctiinae, họ Erebidae.